# Jenny Vatne
Jenny Vatne (Oslo, 30 de enero de 1997) es una deportista noruega que compite en tiro, en la modalidad de rifle. Ganó una medalla de bronce en el Campeonato Europeo de Tiro de 2025, en la prueba de rifle en posición tendida 300 m.

## Palmarés internacional
| Campeonato Europeo | Campeonato Europeo    | Campeonato Europeo | Campeonato Europeo          |
| Año                | Lugar                 | Medalla            | Prueba                      |
| ------------------ | --------------------- | ------------------ | --------------------------- |
| 2025               | Châteauroux (Francia) | Medalla de bronce  | Rifle en pos. tendida 300 m |